# Coregonus pravdinellus
Coregonus pravdinellus és una espècie de peix de la família dels salmònids i de l'ordre dels salmoniformes que es troba a Europa: Rússia.